# 华润置地时代中心

华润置地时代中心，是中国温州市的一座摩天大楼，位于鹿城区滨江商务区，高318公尺、60层楼，于2020年动工、预计2025年完工，是温州第三高楼。